# Józef Szczotka

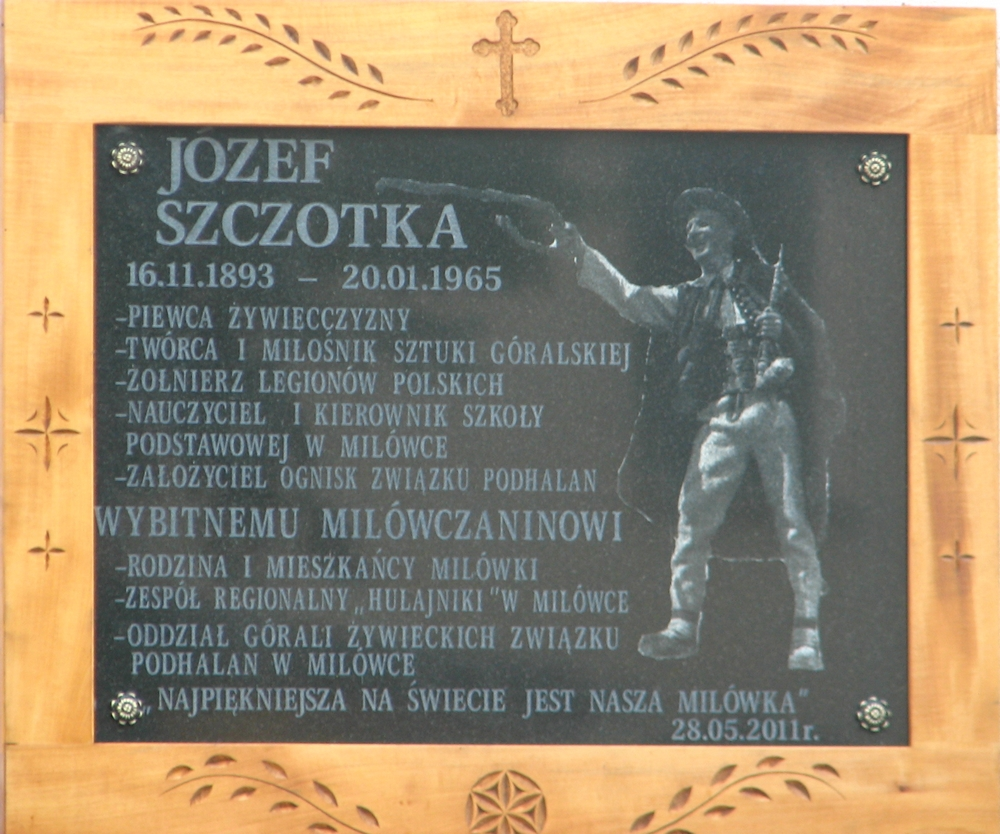
Tablica upamiętniająca Józefa Szczotkę na jednym z budynków w Milówce

Józef Szczotka (ur. 16 listopada 1893, zm. 20 stycznia 1965) – poeta, kultywator tradycji górali żywieckich, założyciel Ogniska Związku Podhalan w Milówce.
W okresie międzywojennym założył w Milówce: chór, zespół teatralny, zespół mandolinistów i gitarzystów oraz Związek Strzelecki i sekcję sadowniczo-pszczelarską. Organizował także przedstawienia teatralne,występy zespołu pieśni i tańca, koncerty chóru, festyny, wieczornice, zabawy, ogniska i wycieczki. W czasie II wojny światowej członek Teatru Objazdowego na Węgrzech (pseud. Jontek Makolągwa). Jest twórcą pieśni o Milówce.
Jego imieniem został nazwany Zespół Pieśni i Tańca „Wierchy” z Milówki.